# دافنيس (قمر)
|                              |                             |
| اكتشافه                      |                             |
| اكتشفه                       | فريق التصوير العلمي لكاسيني |
| في سنة                       | 6 أيار 2005                 |
| خصائص المدار                 |                             |
| نصف المحور الرئيسي           | 136,505.5±0.1 كيلومتر       |
| الشذوذ المداري               | 0.0000331 ± 0.0000062       |
| فترة المدارِ الفلكية          | 14.257915 ساعة              |
| الميل المداري إلى مسار الشمس | 0.0036° ± 0.0013°           |
| قمر لكوكب                    | زحل                         |
| الخصائص الطبيعية             |                             |
| نصف القطر                    | 3.9 ± 0.8 كيلومتر           |
| مساحة السطح                  | 83×106كم2                   |
| كتلة                         | 8.4 ± 1.2×1013 كيلوغرام     |
| كثافة                        | 0.34 ± 0.21 غرام\سنتيمتر3   |
| جاذبية سطحية على خط الاستواء | غير معروف                   |
| فترة الدوران الفلكية         | غير معروف                   |
| درجة البياض                  | 0.5                         |
| درجة الحرارة السطحية         | \| متوسط \| 94 كلفن \|      |
| متوسط                        | 94 كلفن                     |

دافنيس Daphnis هو من الأقمار الداخلية لزحل وقد سمي بهذا الاسم سنه 2006 بناء على الشاعر الرعوي دافني في الاساطير اليونانية كما يعرف أيضا باسم زحل 35 وكان يعرف التعيين الؤقت له ب S/2005 S 1 يبلغ قطره حوالي 5 كم ومداره ضمن حاجز كيلر في الحلقة زحل ا وهو من الأقمار الرعاة ويعتبر مع قمر بان القمران الوحيدان في الحلقة الأساسية من الأقمار الرعاة:
اكتشفه فريق التصوير العلمي لكاسيني في السادس من شهر أيار لسنة 2005 وقد أخذت الصور التي اكتشفته من كاسيني على مدى 16 دقيقة في الأول من نيسان لسنة 2005 بفواصل زمنية بين الصور 0.18 ثانية خلال تصويرها للحافة الخارجية لحلقة زحل ا. وقد عثر عليه في 32 صور منخفضة الطور التقطت في 13 نيسان من نفس العام أثناء تصوير حلقة زحل ف. وعثر عليه في صورتين عاليتي الدقة 3.54 كم\بيكسل التقطت في 2 ايار. كما سبق الاستدلال على ذلك القمر من موجات الجاذبية حيث لوحظ على الحافة الخارجية للفجوة كيلر. يبدة هذا القمر انه يقوم بعمل موجات داخل الحلقة.
الميل المداري (وهو الزاوية بين الكوكب المرجعي وكوكب اخر أو محور موجه)و الشذوذ المداري لمدار دافنيس صغير جدا ومع ذلك يمكن تمييز الوضع الصفري له. يسبب الاختلاف المركزي لدافنيس إلى تغير بعده عن زحل بحوالي 9 كم كما يسبب الميل المداري إلى تحركه صعودا وهبوطا بحوالي 17 كم. أما عرض حاجز كيلر التي تقع ضمنها المدار يبلغ 42 كم.

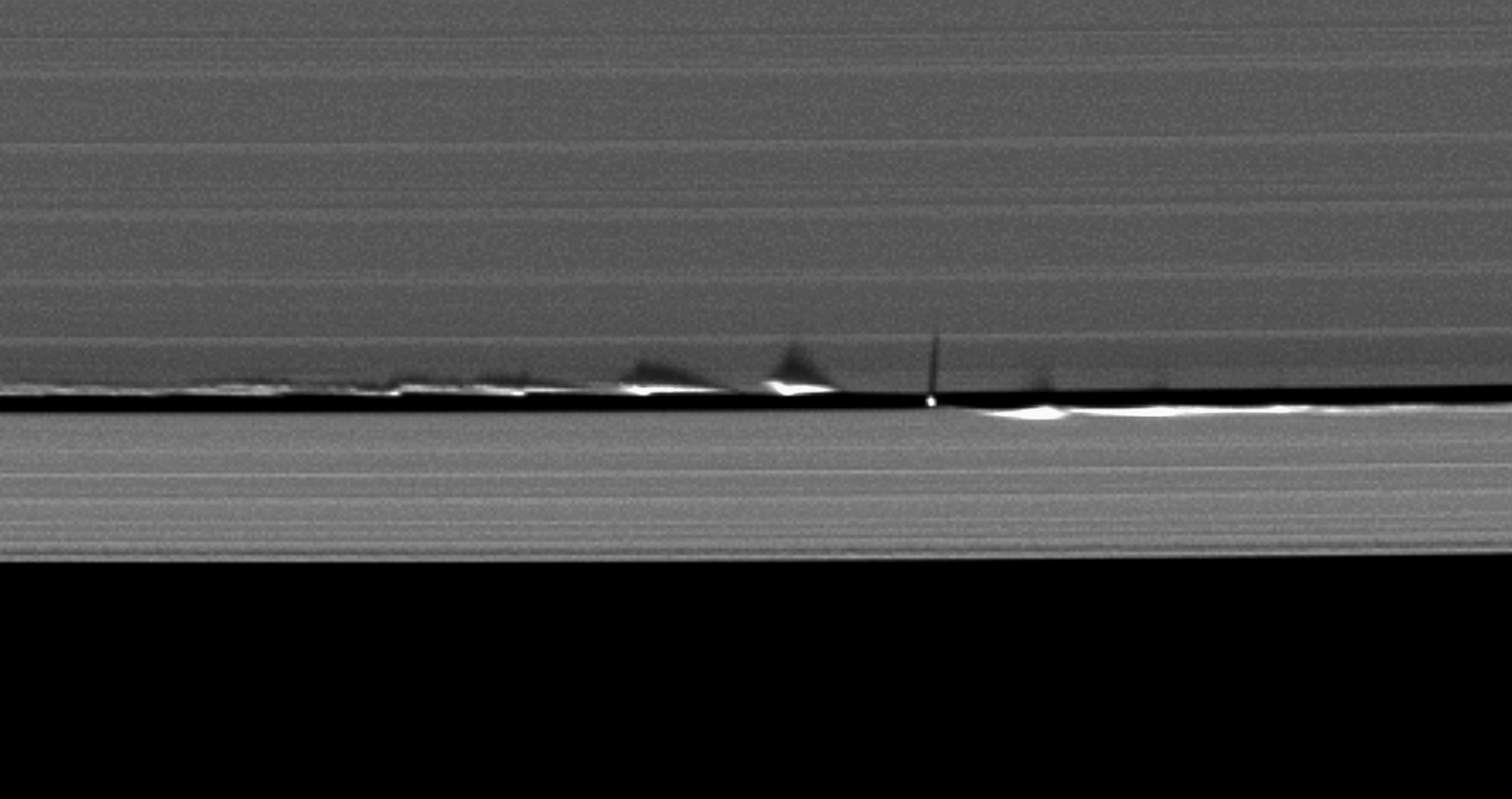
عندما يقترب زحل يظهر ظل على الحلقة وامواج متغيرة.